# Schlacht bei Plattsburgh
Kriegsschauplatz St. Lawrence/Lake Champlain 

1. Sacket’s Harbor – 1. Lacolle Mills – Ontariosee – Ogdensburg – New York – 2. Sacket’s Harbor – Châteauguay – Chrysler’s Farm – 2. Lacolle Mills – Fort Oswego – Big Sandy Creek – Plattsburgh
Niagara-Kriegsschauplatz

Queenston Heights – Frenchman’s Creek – George – Stoney Creek – Beaver Dams – Black Rock – Fort Niagara – Buffalo – 1. Fort Erie – Chippewa – Lundy’s Lane – 2. Fort Erie – Cook’s Mill
Detroit-Kriegsschauplatz

Tippecanoe – Fort Mackinac – Dearborn – Detroit – Fort Harrison – Fort Wayne – Wild Cat Creek – Mississinewa – Frenchtown – Fort Meigs – Fort Stephenson – Eriesee – Thames River – Longwoods – Prarie du Chien – Rock Island Rapids – Mackinac Island – Malcom’s Mills
Chesapeake-Kriegsschauplatz

Craney Island – St. Michaels – Chesapeake – Bladensburg – Washington – Caulk’s Field – North Point – Baltimore
Südlicher Kriegsschauplatz

Creek – 1. Fort Bowyer – Fayal – Pensacola – Borgnesee – New Orleans – Fort St. Philip – Fort Peter – 2. Fort Bowyer
Die Schlacht bei Plattsburgh (auch bekannt als Schlacht auf dem Lake Champlain) zwischen britischen und US-amerikanischen Land- und Seestreitkräften fand am 11. September 1814 während des Krieges von 1812 bei Plattsburgh am Lake Champlain statt und endete mit einem amerikanischen Sieg.

## Vorgeschichte
Nachdem Napoleon Bonaparte 1814 abgedankt hatte und der Krieg in Europa vorläufig beendet war, konnte die britische Regierung umfangreiche Verstärkungen nach Kanada schicken, wo die eigenen Truppen bislang gegenüber zahlenmäßig weit überlegenen US-amerikanischen Armeen weitgehend in der Defensive geblieben waren. Aufgrund dieser Verstärkungen konnte der kanadische Generalgouverneur Sir George Prevost seine Armee auf etwa 11.000 Mann aufstocken. Um die Amerikaner bei den Friedensverhandlungen in Gent zu Zugeständnissen zu zwingen, plante Prevost einen großangelegten Vorstoß entlang des Lake Champlain in den Bundesstaat New York. Unterstützt werden sollte er hierbei durch einen Flottenverband unter Kapitän George Downie mit vier größeren Schiffen und 12 Ruderkanonenbooten. Obwohl Prevost ein fähiger Administrator und Organisator war, fehlten ihm jedoch Erfahrungen mit groß angelegten militärischen Operationen. Im Verlauf seiner Karriere hatte er nur bei kleinen Aktionen in der Karibik Kampferfahrungen gesammelt, während des Kriegs mit den USA überließ er die Feldkommandos fast immer den ihm unterstellten Offizieren. Die von Prevost praktizierte strikt defensive und auf die möglichst weitgehende Vermeidung von Risiken abzielende Kampfführung hatte sich zwar in der Phase der amerikanischen Überlegenheit als insgesamt erfolgreich erwiesen, war aber für ein offensives Vorgehen denkbar ungeeignet, da es ihn daran hinderte, die Überlegenheit der ihm zur Verfügung stehenden Truppen effektiv zu nutzen.
Die amerikanischen Truppen in diesem Gebiet standen unter dem Kommando von General George Izard, der auf Anweisung von Kriegsminister John Armstrong etwa 4000 Mann zur Verteidigung von Sackets Harbor abstellte, einer wichtigen amerikanischen Basis am Ontariosee. Brigadegeneral Alexander Macomb in Plattsburg blieben lediglich 1500 Mann, um mögliche britische Angriffe abzuwehren. Durch Anforderungen von Milizen an die Gouverneure von New York und Vermont konnte Macomb seine Truppenstärke auf 3000 Mann erhöhen, doch waren viele der Neuankömmlinge schlecht ausgebildet und kaum einsetzbar, weshalb sie Macomb lediglich für Schanzarbeiten einsetzen konnte. Weitere Unterstützung erhielt Macomb durch einen Flottenverband der US Navy unter Thomas Macdonough. Die 3000 Bewohner Plattsburghs hatten so wenig Vertrauen in die Fähigkeiten der Verteidiger, dass sie den Ort weitgehend verließen.

## Die Invasion
Am 4. September begann Prevost seinen Vorstoß nach Süden, der von den Amerikanern durch Barrikaden usw. und kleinere Scharmützel verlangsamt wurde. Währenddessen bemühten sich die Amerikaner, einen improvisierten Befestigungsring um Plattsburgh aus Erdwerken, kleinen Forts und Blockhäusern fertigzustellen. Ein Nebeneffekt der Invasion war, dass die sich bislang gegenüber dem Krieg gleichgültig verhaltenden Bewohner von Vermont begannen, Milizeinheiten für den Kampf gegen die Briten aufzustellen, da diese bei ihrer Invasion auch Territorium ihres Staates betreten hatten. Prevosts Truppen erreichten die amerikanischen Stellungen am 6. September. Am selben Tag kam es zum ersten Aufeinandertreffen der gegnerischen Truppen, als eine amerikanische Abteilung unter Major John Ellis Wool einen britischen Versuch unterband, den Saranac River zu überschreiten und damit näher an die amerikanischen Stellungen zu kommen. Statt die große Überlegenheit seiner Truppen auszuspielen, die bei einem entschlossenen Vorgehen die amerikanischen Stellungen ohne Zweifel genommen hätten, stellte Prevost danach zunächst alle Angriffsbemühungen ein und ließ Stellungen errichten, deren Bau die Amerikaner mit Artilleriebeschuss störten. Am 9. September gelang es diesen auch, mit einem nächtlichen Überraschungsangriff eine vorgeschobene britische Geschützbatterie zu erobern.

## Die Seeschlacht
beteiligte Schiffe
| Royal Navy                                                    | Anzahl Kanonen | US Navy                                                        | Anzahl Kanonen |
| ------------------------------------------------------------- | -------------- | -------------------------------------------------------------- | -------------- |
| HMS Confiance (Fregatte, Flaggschiff) Commander George Downie | 37             | USS Saratoga (Korvette, Flaggschiff) Kapitän Thomas Macdonough | 28             |
| HMS Linnet (Brigg) Commander Daniel Pring                     | 16             | USS Eagle (Brigg) Kapitän Robert Henley                        | 20             |
| HMS Chubb (Sloop) Leutnant James M'Ghie                       | 11             | USS Ticonderoga (Schoner) Kapitänleutnant Stephen Cassin       | 17             |
| HMS Finch (Sloop) Leutnant William Hicks                      | 11             | USS Preble (Sloop)                                             | 7              |
| 12 Ruderkanonenboote Leutnant Christopher James Bell          | 17             | 10 Ruderkanonenboote                                           | 16             |

Stärkevergleich
|                              | Royal Navy  | US Navy     |
| ---------------------------- | ----------- | ----------- |
| Anzahl Kanonen               | 92          | 86          |
| Gewicht einer Breitseite     | 1.192 Pfund | 1.194 Pfund |
| davon aus Langrohrgeschützen | 660 Pfund   | 480 Pfund   |
| davon aus Karronaden         | 532 Pfund   | 714 Pfund   |
| gesamte Tonnage              | ca. 2.400   | ca. 2.200   |
| Besatzungen                  | 900- 1.000  | ca. 900     |

(nach W.L. Clowes 6, S. 132–33)
Das Kräfteverhältnis zwischen dem britischen und dem amerikanischen Flottenverband war relativ ausgeglichen. Downies Schiffe besaßen mehr Langrohrgeschütze, die ihnen bei einem Feuergefecht über eine größere Distanz einen Vorteil gaben, während Macdonoughs Schiffe bei den auf kürzere Distanz wirksameren Karronaden das Übergewicht besaßen. Bei beiden Flottillen bestanden die Besatzungen der Ruderkanonenboote aus Landsoldaten. Die Mannschaften der größeren Schiffe bestanden zwar aus Seeleuten, doch waren diese hastig zusammengestellt worden, und den meisten fehlten Erfahrungen auf den Seen und im Umgang mit ihren neu gebauten Schiffen. Die Amerikaner hatten  jedoch drei wichtige Vorteile. Zum einen waren die britischen Schiffe noch nicht ganz fertiggestellt – die Confiance hatte noch 25 Zimmerleute an Bord, die bis unmittelbar vor Beginn der Schlacht Arbeiten ausführten, ebenso fehlten die Zündschlösser der Kanonen, weshalb diese mit gegen die Zündlöcher gerichteten Pistolenschüssen oder schlecht passenden Karronadenverschlüssen abgefeuert werden mussten. Zum zweiten hatte Downie sein Kommando erst kurz zuvor übernommen und war weder mit den ihm zur Verfügung stehenden Schiffen noch mit den Gewässern vertraut, in denen er operierte. Zum dritten konnte Macdonough die Position seiner Schiffe für das bevorstehende Gefecht wählen, was er mit großer Geschicklichkeit so tat, dass die Briten durch die vorherrschenden Strömungen und Winde erheblich benachteiligt wurden.
Der amerikanische Kommandeur hatte seine Flotte in die Plattsburgh Bay zurückgezogen und sie dort in nord-südlicher Gefechtslinie ankern lassen, wobei Anker sowohl am Bug als auch am Heck ausgebracht waren. Downie auf der Gegenseite zögerte aufgrund der erwähnten Defizite, den gut postierten Gegner zu attackieren. Prevost nötigte Downie schließlich durch massiven Druck, einen Verweis auf seinen höheren Rang und das Versprechen eines simultanen Entlastungsangriffs an Land dazu, trotz seiner Bedenken anzugreifen.
Der britische Verband drang am Morgen des 11. September in die Bucht von Plattsburgh ein und manövrierte sich in Artilleriereichweite zu den Amerikanern. Gleichzeitig begann zwar die britische Artillerie an Land, die amerikanischen Stellungen zu beschießen, doch hielt Prevost den Angriff zurück. Warum der Generalgouverneur sein Versprechen gegenüber Downie brach und dessen Flotte damit wahrscheinlich auf entscheidende Weise benachteiligte, ist bis heute unbekannt – Artilleriefeuer von Land hätte die Amerikaner gezwungen, Anker zu lichten, und sie damit möglicherweise entscheidend benachteiligt. Gegen 9:00 Uhr eröffnete die Eagle mit einer Salve aus ihren Langrohrgeschützen den Kampf. Die Confiance, die Linnet und die Chubb richteten ihr Feuer vor allem auf die Saratoga, während die Finch mit den Kanonenbooten die Ticonderoga attackierte. Nach etwa einer halben Stunde gelang es der Ticonderoga, die Finch außer Gefecht zu setzen. Das manövrierunfähige Schiff, bei dem die Hälfte der Besatzung tot oder verwundet war, wurde an die von US-Soldaten besetzten Insel Crab Island getrieben und musste sich diesen ergeben. Den britischen Ruderkanonenbooten gelang es allerdings etwa gleichzeitig, die Preble außer Gefecht zu setzen und zum Rückzug zu zwingen. Ein darauf folgender Angriff auf die Ticonderoga musste jedoch nach einem harten und für beide Seiten verlustreichen Kampf abgebrochen werden. Die britischen Kanonenboote erlitten hierbei so schwere Mannschaftsverluste, dass sie nicht mehr wirkungsvoll in den weiteren Verlauf der Schlacht eingreifen konnten. Das für deren Ergebnis entscheidende Gefecht entwickelte sich zwischen der Confiance, der Linnet und der Chubb auf der einen und der Saratoga, der Eagle und den amerikanischen Ruderkanonenbooten auf der anderen Seite. Downie wurde kurz nach dem Beginn der Schlacht von einem umstürzenden Geschütz getötet, während Macdonough von einem aus der Takelage seines Schiffs geschossenen Block zwar bewusstlos geschlagen wurde, sich aber wieder erholte. Obwohl es den Amerikanern gelang, die Chubb außer Gefecht zu setzen (sie trieb in die Linie der Amerikaner und ergab sich einem Kommando der Saratoga), gelang es den Briten zunächst, die Oberhand zu gewinnen. Die hervorragend geführte Linnet vertrieb zunächst die US-Kanonenboote, beschädigte die Eagle erheblich und nahm dann zusammen mit der Confiance die Saratoga in ein verheerend wirkendes Kreuzfeuer. Obwohl bei dem US-Flaggschiff nach etwa zwei Stunden auf der dem Feind zugewandten Breitseite kein funktionsfähiges Geschütz mehr stand, musste auch die Confiance schwere Schäden hinnehmen.
In dieser Situation gelang es Macdonough durch das Kappen des Heckankers und mit Hilfe einer Seilkonstruktion, sein Schiff so weit herumzuhieven, dass es vom Wind ganz herumgedreht wurde und den angeschlagenen britischen Schiffen die funktionsfähigen Geschütze der bislang abgewandten anderen Breitseite zuwenden konnte. Die Saratoga eröffnete nun ein destruktives Feuer auf die weitgehend wehrlose Confiance, deren Besatzung vergeblich versuchte, ein ähnliches Wendemanöver durchzuführen. Da auf dem britischen Flaggschiff am Schluss nur noch fünf Besatzungsmitglieder gänzlich unverwundet waren und noch zwei oder drei einsatzfähige Geschütze zur Verfügung standen, strich es schließlich die Flagge. Eine Viertelstunde später musste sich auch die manövrierunfähige und langsam sinkende Linnet den Amerikanern ergeben, nachdem Commander Pring in der Hoffnung, durch die Ruderkanonenboote gerettet zu werden, den Kampf zunächst weitergeführt hatte. Damit endete die Schlacht nach zweieinhalb Stunden.
Als sich die überlebenden britischen Offiziere an Bord der Saratoga begaben, um Macdonough ihre Degen zu übergeben, erhielten sie vom siegreichen Kommandeur ihre Waffen in Anerkennung ihrer Tapferkeit zurück. Die Härte des Kampfes zeigt sich daran, dass die britischen Schiffe sinkende Wracks waren und auch in der amerikanischen Flottille niemand mehr in der Lage war, ein Segel zu setzen. Entsprechend schwer waren die Verluste: Die Amerikaner hatten etwa 200 Tote und Verwundete zu beklagen, die Briten mit über 300 etwa ein Drittel ihrer Mannschaften, allein auf der Confiance 41 Tote und etwa 60 schwerer Verwundete.

## Die Gefechte an Land
Prevost hatte angekündigt, die amerikanischen Stellungen zu stürmen und den Angriff von Downies Verband von Land her Feuerunterstützung zu geben. Hätte er diesen Plan energisch und druckvoll umgesetzt, wäre die Seeschlacht wohl anders verlaufen. Der Generalgouverneur hielt seine Truppen jedoch bis 11:00 zurück, als diese bereits entschieden war, und ließ seine Verbände dann nur sehr halbherzig angreifen. Mehrere über den Saranac River hinweg vorgetragene Flankenangriffe auf die US-Stellungen konnten von den Amerikanern zurückgeschlagen werden; bei einem weiteren, im Westen angesetzten Angriff konnten die Briten die Verteidiger zwar zurückdrängen, wurden aber bei ihrem Vorstoß in den Rücken der amerikanischen Stellungen von Verstärkungen gestoppt. In dieser Situation erreichte Prevost die Nachricht über die Vernichtung von Downies Flotte, woraufhin er alle Angriffe abbrechen ließ und den Rückzug befahl. Er setzte sich damit über die ihm unterstellten Offiziere hinweg, die bei einem entschlossenen Vorgehen einen Sieg auch ohne die Flotte für möglich hielten. Bei den Prevost unterstellten Generälen löste diese Entscheidung Wut, Entsetzen und Verachtung aus, doch war sie plausibel, da die Amerikaner mit ihrer Flotte die Nachschublinien der Briten unterbrechen konnten und aus Vermont erhebliche Verstärkungen für Macomb im Anmarsch waren.

## Ergebnisse
Der amerikanische Sieg war zu erheblichen Teilen eine Folge der Zögerlichkeit und Halbherzigkeit des britischen Oberbefehlshabers Sir George Prevost. Auch wenn Macomb ein kompetenter Offizier war, der aus seiner Situation das beste gemacht und die ihm zur Verfügung stehenden Truppen optimal eingesetzt hatte, kann kaum ein Zweifel daran bestehen, dass seine Verbände einem entschlossenen britischen Angriff nicht hätten standhalten können. Ein Erfolg des Angriffs an Land hätte Macdonough dazu gezwungen, seine vorteilhafte Position in der Plattsburgh Bay aufzugeben und damit die Bedingungen für Downies Schwadron erheblich verbessert. Das rätselhafte Verzögern des Downie versprochenen Angriffs wurde deshalb bereits kurz nach der Schlacht als entscheidende Ursache der Niederlage angesehen. Prevost sah sich deshalb nach seiner Rückkehr nach Kanada massivem Druck und scharfer Kritik ausgesetzt und wurde nach England zurückberufen, um sich zu rechtfertigen, starb aber vor dem Beginn eines formellen Verfahrens. Seine großen Verdienste, die er sich um die Erhaltung von Kanada für die britische Krone gemacht hat, werden bis heute durch den Fehlschlag von Plattsburgh überschattet. Macomb hingegen wurde zum Generalmajor befördert und erhielt 1828 den Rang eines Oberkommandierenden der US Army. Befördert wurde auch Macdonough, der den Rang eines Kommodore erhielt.
Weitreichend waren die politischen Folgen der Schlacht, da sie Forderungen der britischen Regierung nach territorialen Zugeständnissen der Amerikaner, insbesondere der nach einer alleinigen Kontrolle über die Großen Seen, die Grundlage entzog. Zusammen mit dem Scheitern des Angriffs auf Baltimore war die Schlacht bei Plattsburgh damit wesentlicher Faktor für den Abschluss des Friedens von Gent am 24. Dezember 1814, der den Krieg auf der Basis des status quo beendete.